# Conor Keys
Conor Keys (Ontario, Canadá; 9 de julio de 1996) es un jugador profesional canadiense de rugby que se desempeña en la posición de segunda línea en New England Free Jacks, equipo perteneciente a la liga Major League Rugby.

## Carrera
En 2019, Keys se unió al equipo Rugby Football Club Los Angeles (2019-2022), después pasó a New England Free Jacks, con el cual disputa su quinta temporada en la Major League Rugby. También es parte de la Selección de rugby de Canadá.